# Municipio de Indiana (condado de Graham)
El municipio de Indiana (en inglés: Indiana Township) es un municipio ubicado en el condado de Graham en el estado estadounidense de Kansas. En el año 2010 tenía una población de 31 habitantes y una densidad poblacional de 0,18 personas por km².

## Geografía
El municipio de Indiana se encuentra ubicado en las coordenadas 39°29′24″N 99°57′9″O / 39.49000, -99.95250. Según la Oficina del Censo de los Estados Unidos, el municipio tiene una superficie total de 173.79 km², de la cual 173,77 km² corresponden a tierra firme y (0,01 %) 0,01 km² es agua.

## Demografía
Según el censo de 2010, había 31 personas residiendo en el municipio de Indiana. La densidad de población era de 0,18 hab./km². De los 31 habitantes, el municipio de Indiana estaba compuesto por el 96,77 % blancos, el 3,23 % eran amerindios. Del total de la población el 0 % eran hispanos o latinos de cualquier raza.